# Îlot Brosse
L’îlot Brosse est un îlot de Nouvelle-Calédonie appartenant administrativement à Île des Pins.